# إدواردو أورتيز هرنانديز
إدواردو أورتيز هرنانديز (بالإسبانية: Eduardo Ortiz Hernández) هو محامي وسياسي مكسيكي، ولد في 26 نوفمبر 1963 في كولياكان في المكسيك. حزبياً، نشط في حزب العمل الوطني. وقد انتخب عضو مجلس النواب المكسيك.